# Екранізації творів Джеймса Фенімора Купера
Фільмографія включає кінофільми, телесеріали та мультфільми за творами Джеймса Фенімора Купера.
| Рік  | Країни                    | Назва українською                                                        | Оригінальна назва                                 | За твором                                      | Режисери                                        |
| ---- | ------------------------- | ------------------------------------------------------------------------ | ------------------------------------------------- | ---------------------------------------------- | ----------------------------------------------- |
| 1909 | США                       | Шкіряна Панчоха                                                          | Leather Stocking                                  | Останній з могікан                             | Девід Ворк Гріффіт                              |
| 1911 | США                       | Звіробій                                                                 | The Deerslayer                                    | Звіробій                                       |                                                 |
| 1911 | США                       | Останній з могікан                                                       | The Last of the Mohicans                          | Останній з могікан                             | Едвін Танхаусер                                 |
| 1913 | США                       | Звіробій                                                                 | The Deerslayer                                    | Звіробій                                       |                                                 |
| 1914 | США                       | Шпигун                                                                   | The Spy                                           | Шпигун                                         | Отіс Тернер                                     |
| 1920 | Веймарська республіка     | Шкіряна Панчоха                                                          | Lederstrumpf                                      | Звіробій, Останній з могікан                   | Артур Веллін                                    |
| 1920 | США                       | Останній з могікан                                                       | The Last of the Mohicans                          | Останній з могікан                             | Кларенс Браун, Моріс Турнер                     |
| 1924 | США                       | Шкіряна Панчоха                                                          | Leatherstocking                                   | Звіробій                                       | Джордж Б. Сейтц                                 |
| 1932 | США                       | Останній з могікан                                                       | The Last of the Mohicans                          | Останній з могікан                             | Форд Біб, Вільям Рівз Ізон                      |
| 1936 | США                       | Останній з могікан                                                       | The Last of the Mohicans                          | Останній з могікан                             | Джордж Б. Сейтц                                 |
| 1941 | США                       | Піонери                                                                  | The Pioneers                                      | Піонери                                        | Альберт Херман                                  |
| 1943 | США                       | Звіробій                                                                 | The Deerslayer                                    | Звіробій                                       | Лью Ландерс                                     |
| 1947 | США                       | Прерія                                                                   | The Prairie                                       | Прерія                                         | Френк Вісбар                                    |
| 1947 | США                       | Останній з червоношкірих                                                 | The Last of the Redmen                            | Останній з могікан                             | Джордж Шерман                                   |
| 1948 | США                       | Повернення могікан (серіал 1932 року, ущільнений у повнометражний фільм) | The Return of the Mohicans                        | Останній з могікан                             |                                                 |
| 1950 | США                       | Стежка ірокезів                                                          | The Iroquois Trail                                | Останній з могікан                             | Філ Карлсон                                     |
| 1952 | США                       | Слідопит                                                                 | The Pathfinder                                    | Слідопит                                       | Сідні Салков                                    |
| 1957 | США                       | Звіробій                                                                 | The Deerslayer                                    | Звіробій                                       | Курт Найманн                                    |
| 1957 | Канада                    | Соколине Око та останній з могікан                                       | Hawkeye and the Last of the Mohicans              | Останній з могікан                             | Сем Ньюфілд, Сідні Салков                       |
| 1965 | Іспанія, Італія           | Осінь могікан                                                            | L'ultimo dei Mohicani / Uncas, el fin de una raza | Останній з могікан                             | Матео Кано                                      |
| 1965 | ФРН, Італія, Іспанія      | Останній з могікан                                                       | Der Letzte Mohikaner / La Valle delle ombre rosse | Останній з могікан                             | Гаральд Райнль                                  |
| 1967 | НДР                       | Чінгачгук-Великий змій                                                   | Chingachgook, die große Schlange                  | Звіробій                                       | Ріхард Грошопп                                  |
| 1968 | Франція, Румунія          | Прерія                                                                   | La Prairie / Preeria                              | Прерія                                         | П'єр Гаспар-Юі, Серджіу Ніколаеску              |
| 1969 | ФРН                       | Історії про Шкіряну Панчоху                                              | Die Lederstrumpferzaählungen                      | Звіробій, Останній з могікан, Слідопит, Прерія | Жан Древіль, П'єр Гаспар-Юі                     |
| 1969 | Румунія, НДР              | Останній з могікан                                                       | Ultimul mohican                                   | Останній з могікан                             | Жан Древіль, П'єр Гаспар-Юі, Серджіу Ніколаеску |
| 1969 | Франція, Румунія, Австрія | Пригоди на берегах Онтаріо                                               | Lacul din Ontario                                 | Слідопит                                       | Жан Древіль, Серджіу Ніколаеску                 |
| 1971 | Велика Британія           | Останній з могікан                                                       | The Last of the Mohicans                          | Останній з могікан                             | Девід Мелоні                                    |
| 1977 | США                       | Останній з могікан                                                       | The Last of the Mohicans                          | Останній з могікан                             | Джеймс Л. Конвей                                |
| 1977 | Австралія                 | Останній з могікан                                                       | The Last of the Mohicans                          | Останній з могікан                             | Кріс Каддінгтон                                 |
| 1987 | Австралія                 | Останній з могікан                                                       | The Last of the Mohicans                          | Останній з могікан                             |                                                 |
| 1987 | СРСР                      | Слідопит                                                                 | Следопыт                                          | Слідопит                                       | Павло Любімов                                   |
| 1990 | СРСР                      | Звіробій                                                                 | Зверобой                                          | Звіробій                                       | Андрій Ростоцький                               |
| 1992 | США                       | Останній з могікан                                                       | The Last of the Mohicans                          | Останній з могікан                             | Майкл Манн                                      |
| 1996 | США                       | Слідопит                                                                 | The Pathfinder                                    | Слідопит                                       | Дональд Шебіб                                   |